# Paracrinoidea
Die Paracrinoidea sind eine ausgestorbene Klasse der Stachelhäuter, die fossil vor allem aus dem Mittelordovizium Nordamerikas nachgewiesen ist. Die letzten sicheren Formen der Gruppe kommen aus dem Oberordovizium von Schottland, Funde unsicherer Zuordnung gibt es auch aus dem Unterdevon der USA. Das Taxon wurde 1945 durch den schwedischen Geologen Gerhard Regnéll eingeführt.

## Merkmale
Die Paracrinoiden waren marine, sessile Organismen, die wie Seelilien auf einem gegliederten Stiel saßen. 
Der kapselartige Körper (die Theka) der Paracrinoiden ist nur einen bis wenige Zentimeter groß. Er ist birnen- bis linsenförmig und oft unsymmetrisch. Die Thekaoberfläche wird von regelmäßig angeordneten oder unregelmäßigen Plättchen bedeckt, die auf ihrer Innenseite mit Kanälen und/oder Poren versehen sind. Der Mund liegt auf der Oberfläche der Theka, etwas abseits der Mitte. Der Anus liegt seitlich auf der Theka.
Von dort verlaufen zwei Ambulacralrinnen, die sich bei manchen Formen gabeln und die Theka in eine Vorder- und eine Hinterseite gliedern. Die Ambulacralrinnen setzen sich in zwei (bei ungegabelten Ambulacralrinnen), drei (bei einseitiger Gabelung) oder vier Armen (bei beidseitiger Gabelung) fort. Die Arme stehen bei den fossilen Exemplaren von der Theka ab oder liegen auf, sind innen hohl und mit Anhängen (Pinnulae) versehen. Die Homologie dieser Pinnulae mit denen der Seelilien wird kontrovers diskutiert. Liegen die Arme der Theka auf, so sind sie oft S-förmig gebogen und mit seitlich verlaufenden Kerben versehen, in denen wahrscheinlich die Nahrung transportiert wurde.

## Lebensweise
Die Paracrinoiden ernährten sich wahrscheinlich als Suspensionsfresser und filterten planktonische Organismen aus dem vorbei strömenden Wasser. 